# Nordansjö
Nordansjö is een plaats in de gemeente Hedemora in het landschap Dalarna en de provincie Dalarnas län in Zweden. De plaats heeft 67 inwoners (2005) en een oppervlakte van 10 hectare. De plaats ligt aan het meer Viggen.